# San Tomé (Anzoátegui)
San Tomé es un campo laboral y residencial ubicado a unos 14 km al noreste de la ciudad de El Tigre, en el estado de Anzoátegui, Venezuela. La ciudad tiene una extensión de aproximadamente 8 km² y consta de dos áreas principales. Campo Norte donde se ubican las oficinas principales de PDVSA en la zona sur de Estado Anzoátegui, y casas para el personal de la empresa y Campo Sur donde hay áreas recreacionales así como también residencias de trabajadores
San Tomé fue originalmente una comunidad planificada por estadounidenses y construida en la década de 1930 por y para Mene Grande Oil Company, una subsidiaria de Gulf Oil Corporation. La propiedad de San Tomé fue asumida por Petróleos de Venezuela, Sociedad Anónima (PDVSA) después de que la industria petrolera se nacionalizara en 1975.

## Historia
San Tomé fue construido originalmente por estadounidenses como un campamento de servicio para Mene Grande en la década de 1930, y la construcción continuó hasta la década de 1950. Gene Brossard fundó la ciudad, que fue construida por el contratista Gustavo A. San Roan. Henri Pittier, un botánico suizo, ingeniero y maestro, trajo árboles y los plantó en la ciudad.  
Campo Norte fue diseñado para el personal estadounidense y las oficinas de MGO, mientras que Campo Sur  fue diseñado para trabajadores venezolanos. Ya que Campo Norte era un sitio industrial dentro de alambradas de alambre de púas para la seguridad, se creó una atmósfera restringida, y los residentes del campamento a veces fueron apodados "santomaníacos". Contando con un hospital industrial, el campo de golf Campo de Golf San Tomé ubicado justo al norte de la ciudad, y una escuela primaria disponible para hijos de empleados. Durante muchos años, el hito principal de la ciudad fue su torre de agua roja y blanca .
Después de que Venezuela nacionalizó la industria petrolera en la década de 1970, PDVSA asumió la propiedad de San Tomé. La ciudad era un próspero centro de negocios debido a PDVSA. El 18 de septiembre de 2006 se inauguró en San Tomé una operación conjunta de perforación petrolera con PDVSA y Petropars de Irán por parte del presidente de Venezuela, Hugo Chávez, y el presidente de Irán, Mahmoud Ahmadinejad.  
Para 2018, los problemas políticos y económicos que enfrentaba Venezuela habían envuelto la región de El Tigre - San Tomé. Los trabajadores petroleros estaban huyendo de la compañía petrolera estatal ya que los salarios no podían mantenerse al día con la hiperinflación, reduciendo a las familias a la inanición. Trabajadores y criminales despojaron a equipos vitales de la industria petrolera de cualquier cosa de valor, desde camionetas hasta el cable de cobre de componentes críticos de la producción de petróleo. Las instalaciones petroleras fueron descuidadas y desprotegidas, lo que provocó una disminución en la producción de petróleo.

## Geografía
San Tomé se encuentra dentro de los Llanos del este de Venezuela, por lo tanto, está situado en una llanura plana, abierta, casi estéril; el área se conoce como la Mesa de Guanipa. La elevación de San Tomé es de aproximadamente 265 m.  

## Clima
El clima es bastante estable durante todo el año, con temperaturas altas en los 36 °C, temperaturas bajas en los 21 °C,  con una media aproximada de 27 °C, y vientos alisios constantes de aproximadamente 15 kph desde el este-noreste. Con una precipitación anual entre 1.000-2.000 mm

## Economía local
Desarrolla actividades pertenecientes a PDVSA (Petróleos de Venezuela, Sociedad Anónima) la principal empresa de exploración, extracción, refinación y comercialización de petróleo en Venezuela.

## Equipamientos

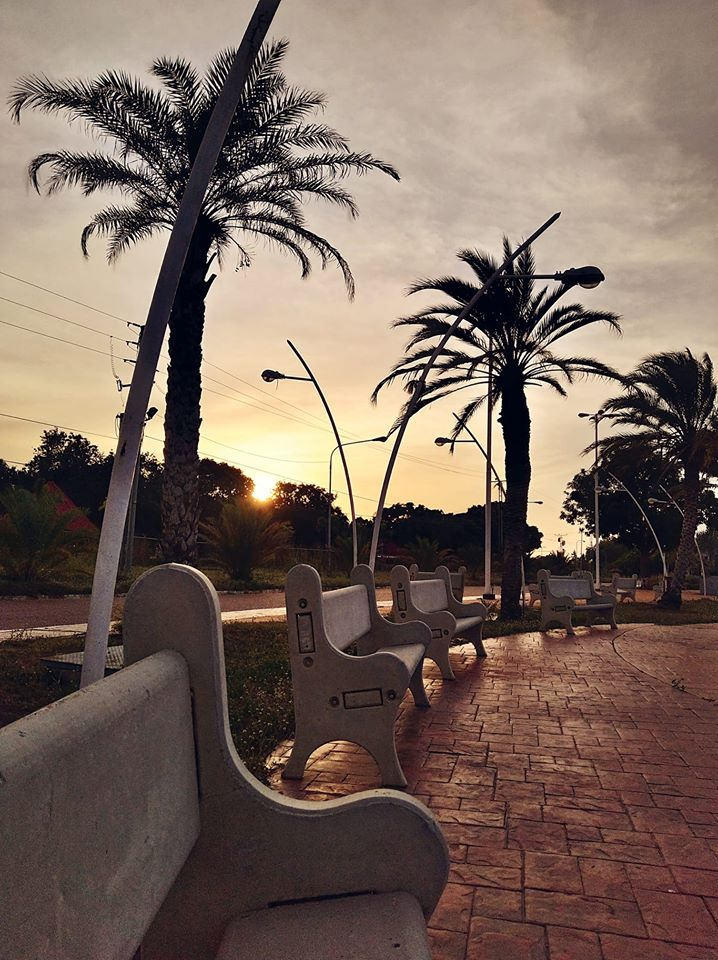
Atardecer desde la plaza de la revolución.

El campo cuenta con el Hospital Industrial “Dr. Tulio Briceño Maaz”, importante recurso que ha marcado la pauta en la región en atención médica durante décadas, también cuenta con 2 clubes recreacionales, canchas de golf, de tenis, de frontón, de tiro, de SoftBall, béisbol, básquet y fútbol, así como con parques infantiles y un gran cantidad de áreas verdes en las cuales se destacan numerosos árboles frutales en especial de mango (Mangifera). 

## Transporte

### Principales vías de comunicación
Avenida Sur (Troncal 15): principal vía que conecta con las ciudades de San José de Guanipa y El Tigre. 

### Trasporte Aéreo
Cabe mencionar que en esta zona está el Aeropuerto Don Edmundo Barrios, principal parque aéreo en el sur del estado Anzoátegui, comunica a las ciudades de El Tigre, San José de Guanipa y San Tomé con el resto del país. 

## Educación

### Educación Primaria y Secundaria
- U.E. San Tome (instituto de educación inicial y primaria)
- Escuela Técnica “Tcnel. Jesús Miguel Ortiz Contreras”

### Educación Universitaria

#### Universidades públicas
- Universidad Nacional Experimental Politécnica de la Fuerza Armada Bolivariana (UNEFA)